# مزمور

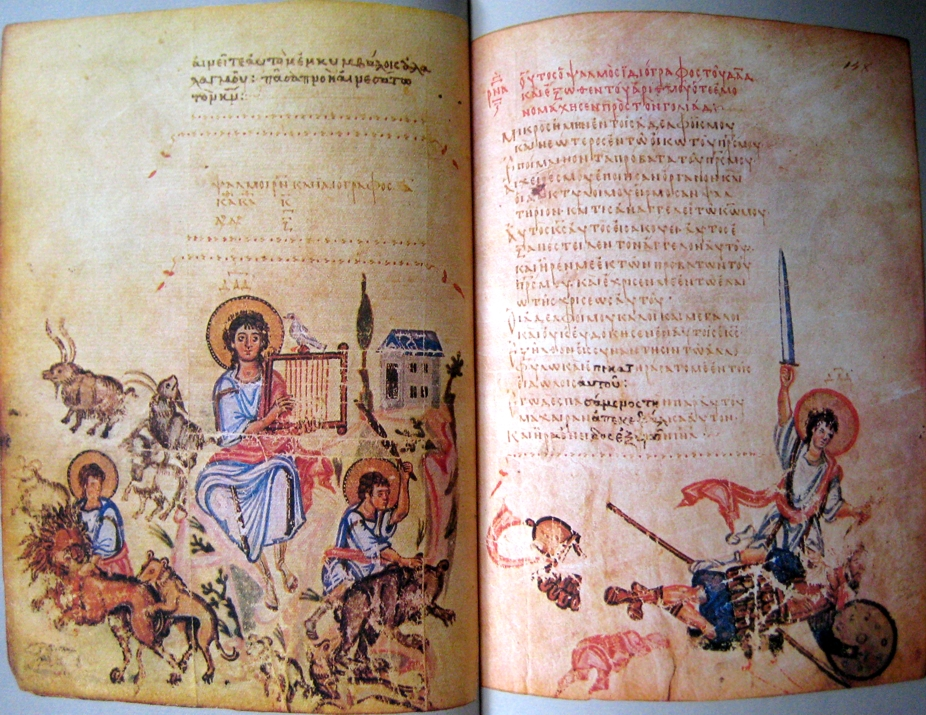
IX

المزامير أو مزامير داود هي تسابيح لله، وأناشيد حمد وسجود وتمجيد له، وقد جاءت المزامير في الكتاب المقدس في عدة أماكن، منها ما جاء في سفر الخروج 15 وهو ما يعرف بمزمور الخلاص وفيه رنم بنو إسرائيل هذه الترنيمة: "رنم موسى وبنو إِسرائيل هذه التسبيحة للربِ: «أرنم للربِ فإِنه قد تعظم. الفرس وراكبه طرحهما في البحرِ. 2الرب قوتي ونشيدي، وقد صار خلاصي. هذا إِلهِي فأمجِده، إِله أَبِي فأرفعه"، ثم نقرأ مزمور (أي ترنيمة) دبورة النبية في سفر القضاة 5، ثم مزمور رثاء داود للملك شاول في سفر صموئيل الثاني الإصحاح الأول، على أن القسم الأعظم من المزامير هو ما جاء في سفر خاص في العهد القديم من الكتاب المقدس، هو ما يُطلق عليه سفر المزامير، وفي العبرية يُسمى تهليهم، أي تسبيحة.

## كُتَّاب المزامير
وقد أُطلق على سفر المزامير اسم النبي داود فقد كتب 73 مزموراً، فسمي السفر باسمه من باب التغليب، ويتضح من العهد القديم أن داود كتب مزموري 96، 105، ويعزو إليه العهد الجديد أيضًا مزامير 2، 95، وكتب آساف 12 مزمورًا، وأولاد قورح 10 مزامير، وسليمان مزموري 72، 127، وهيمان كتب مزمور 88، وإيثان كتب مزمور 89، وموسى النبي كتب مزمور 90، وهناك 49 مزمورًا لا نعرف من كاتبها، وقد جمع النبي عزرا هذه المزامير بإرشاد الروح القدس في كتاب واحد.

## أقسام المزامير
قسَّم اليهود المزامير إلى خمسة كتب، يتوافق كل كتاب منها مع واحد من أسفار موسى الخمسة